# Доњи Косињ
Доњи Косињ је насељено мјесто у Лици, у општини Перушић, у Личко-сењској жупанији, Република Хрватска.

## Географија
Доњи Косињ се налази око 19 км сјеверозападно од Перушића.

## Историја
До територијалне реорганизације у Хрватској насеље се налазило у саставу бивше велике општине Госпић.

## Становништво
Према попису из 1991. године, насеље Доњи Косињ је имало 1.025 становника. Према попису становништва из 2001. године, Доњи Косињ је имао 678 становника. Доњи Косињ је према попису из 2011. године имао 494 становника.
| Демографија | Демографија | Демографија |
| Година      | Становника  | Становника  |
| ----------- | ----------- | ----------- |
| 1971.       | 1.573       |             |
| 1981.       | 1.220       |             |
| 1991.       | 1.025       |             |
| 2001.       | 678         |             |
| 2011.       |             | 494         |

## Попис1991.
На попису становништва 1991. године, насељено место Доњи Косињ је имало 1.025 становника, следећег националног састава:
| Попис 1991.‍   | Попис 1991.‍ | Попис 1991.‍ | Попис 1991.‍ | Попис 1991.‍ |
| ------------- | ----------- | ----------- | ----------- | ----------- |
|               |             |             |             |             |
| Хрвати        | Хрвати      |             | 982         | 95,80%      |
| Срби          | Срби        |             | 18          | 1,75%       |
| Југословени   | Југословени |             | 5           | 0,48%       |
| остали        | остали      |             | 4           | 0,39%       |
| непознато     | непознато   |             | 16          | 1,56%       |
| укупно: 1.025 |             |             |             |             |